# Ante Roguljić
Ante Roguljić (Split, 11 maart 1996) is een Kroatisch voetballer die als offensieve middenvelder speelt. Hij staat momenteel onder contract bij Red Bull Salzburg, dat hem verhuurd aan Admira Wacker.

## Clubcarrière
Roguljić speelde in de jeugd bij NK Omladinac Vranjic en NK Adriatic Split. In 2013 werd hij voor twee miljoen euro verkocht aan Red Bull Salzburg. Tijdens het seizoen 2013/14 werd hij uitgeleend aan FC Liefering. In de eerste seizoenshelft scoorde hij twee doelpunten in elf wedstrijden in de Erste Liga. Salzburg verhuurde hem vervolgens in juli 2014 opnieuw aan Liefering. In juli 2015 werd de Kroaat uitgeleend door de Oostenrijkers aan de club uit zijn geboorteplaats, HNK Hajduk Split.

## Interlandcarrière
Roguljić scoorde tien doelpunten in zeventien interlands voor Kroatië -17 in 2013. Roguljić debuteerde voor het Kroatisch voetbalelftal onder 19 als aanvoerder tegen Italië –19 op 13 augustus 2014. Nadat Fran Brodić de score opende voor Kroatië na acht minuten, maakte Roguljić de 0-2 voor rust voor de Mladi Vatreni.